# Walkmühle (Wunsiedel)
Walkmühle ist ein Gemeindeteil der Kreisstadt Wunsiedel im Landkreis Wunsiedel im Fichtelgebirge (Oberfranken,  Bayern).

## Geografie
Die Einöde liegt 1,5 Kilometer südwestlich der Kernstadt Wunsiedel, im Tal der Röslau.

## Geschichte
Das erste Gebäude wurde im Jahr 1692 von der Wunsiedler Tuchmacherzunft gebaut. Im Jahr 2000 lebten in Walkmühle 12 Personen.